# Allen Rivkin
Allen Rivkin (* 20. November 1903 in Hayward, Wisconsin; † 17. Februar 1990 in Los Angeles, Kalifornien) war ein US-amerikanischer Drehbuchautor.

## Biografie
Allen Rivkin studierte Journalismus an der University of Minnesota und arbeitete anschließend eine Zeit lang als Reporter. 1923 zog er nach Hollywood, wo er eine Weile als Studioelektriker arbeitete, bevor er Pressesprecher von RKO Pictures wurde. Ersten größeren Erfolg als Autor hatte er 1930, als er gemeinsam mit Ben Markson das Theaterstück Is My Face Red veröffentlichte. Mit der Verfilmung des Stückes 1932 begann auch gleichzeitig Rivkins Drehbuchautorenkarriere. Von 1935 bis 1939 war er Vertragsautor von 20th Century Fox und von 1949 bis 1953 für MGM.
1933 begründete Rivkin die Screen Writers Guild mit und wurde eines der ersten neun Vorstandsmitglieder. Bis 1938 konnte er sich mit dieser Organisation gegen die von den Filmstudios unterstützte Konkurrenz der Screen Playwrights Inc. durchsetzen. Später ging die SWG in die Writers Guild of America auf. Rivkin blieb weiter engagiert und war von 1963 bis 1989 sowohl für die Mitgliederzeitschrift als auch als Direktor für die Pressearbeit zuständig.
Am 17. Februar 1990 verstarb Rivkin nach einjähriger Krankheit im Alter von 86 Jahren an Nierenversagen in seinem Haus in Westhollywood. Er hinterließ seine Frau, die Drehbuchautorin Laura Kerr, die 1991 verstarb, eine gemeinsame Tochter und drei Enkel.

## Filmografie (Auswahl)
- 1932: Die Höllen-Garage (The Devil Is Driving)
- 1933: Der Mann mit der Kamera (Picture Snatcher)
- 1933: Ich tanze nur für Dich (Dancing Lady)
- 1935: In den Klauen der Hazardeure (Black Sheep)
- 1935: Unser kleines Mädel (Our Little Girl)
- 1936: Bankräuber in USA (It Had to Happen)
- 1936: Unter zwei Flaggen (Under Two Flags)
- 1937: Der Liebesreporter (Love Is News)
- 1937: Unter vier Augen (This Is My Affair)
- 1939: Laßt uns leben (Let Us Live)
- 1940: Die Hölle der Südsee (Typhoon)
- 1941: Die Rächer von Missouri (Bad Men of Missouri)
- 1942: Der Gentleman-Killer (Kid Glove Killer)
- 1946: Sambafieber (The Thrill of Brazil)
- 1947: Die Farmerstochter (The Farmer's Daughter)
- 1947: Späte Sühne (Dead Reckoning)
- 1949: Frau in Notwehr (The Accused)
- 1949: Mein Traum bist Du (My Dream Is Yours)
- 1949: Zum Zerreißen gespannt (Tension)
- 1950: Endstation Mord (Gambling House)
- 1951: Mein Mann will heiraten (Grounds for Marriage)
- 1951: Tödliches Pflaster Sunset Strip (The Strip)
- 1953: Arzt im Zwielicht (Battle Circus)
- 1955: Der Rächer vom Silbersee (Timberjack)
- 1955: Postraub in Central City (The Road to Denver)
- 1958: Asphalt-Hyänen (Girls on the Loose)
- 1959: Der große Schwindler (The Big Operator)